# Landtagswahlkreis 2 (Kärnten)
Der Wahlkreis 2 (Kärnten Ost) ist ein Wahlkreis in Kärnten, der die politischen Bezirke Sankt Veit an der Glan,  Völkermarkt und Wolfsberg  umfasst. Bei der Landtagswahl 2018 waren im Wahlkreis 2 123.015 Personen wahlberechtigt, wobei bei der Wahl die Sozialdemokratische Partei Österreichs (SPÖ) mit 46,4 % als Sieger hervorging. Neben der SPÖ, die vier der insgesamt zehn Grundmandate erzielen konnte, erreichte die Freiheitliche Partei Österreichs(FPK) zwei, und die Österreichische Volkspartei(ÖVP) ein Grundmandat.

## Geschichte
Ursprünglich bestand in Kärnten bei Landtagswahlen lediglich ein Wahlkreis. Nachdem die burgenländische Landtagswahl 1977 beim Verfassungsgerichtshof angefochten worden war, erkannte der Verfassungsgerichtshof, dass die Nennung von „Wahlkreisen“ im Artikel 26 des Bundes-Verfassungsgesetzes, also im Plural, dahingehend auszulegen sein, dass mindestens zwei Wahlkreise pro Bundesland bestehen müssen. In der Folge änderten die betroffenen Bundesländer Kärnten, Salzburg und das Burgenland ihre Landtagswahlordnungen. Kärnten vollzog die notwendige Adaptierung mit der am 18. Mai 1979 erfolgten Änderung der Landtagswahlordnung 1974, wobei das Landesgebiet in vier Wahlkreise unterteilt wurde. Zum Wahlkreis 2 wurden dabei die Bezirke St. Veit an der Glan, Völkermarkt und Wolfsberg zusammengeschlossen.
Bei der Landtagswahl 1984 erreichte die Sozialdemokratische Partei Österreichs (SPÖ) im Wahlkreis 1 noch 53,0 %. Trotz kontinuierlicher und teilweise starker Stimmenverluste konnte die SPÖ bis 1994 im Wahlkreis die relative Mehrheit verteidigen. Nachdem die SPÖ bei der Landtagswahl 2004 nach sukzessiven Verlusten wieder einen Gewinn einfahren konnte, rutschte sie schließlich 2009 auf 28,48 % ab, ihr bisher schlechtester Wert. Dadurch konnte sie auch nur noch zwei Grundmandate erlangen, vier weniger als bei ihrem besten Ergebnissen. War die SPÖ von 1999 bis 2009 nur auf dem zweiten Platz gelandet, so konnte sie 2013 mit 37,2 % den ersten Platz von den Freiheitlichen zurückerobern.
Die Freiheitlichen, 1984 mit 15,1 % nur drittstärkste Kraft, legten unter Jörg Haider bis 1999 kontinuierlich auf 41,3 % zu und eroberten in diesem Jahr den ersten Platz. Diesen konnten die Freiheitlichen mit 42,6 % bzw. 47,0 % auch bei den Wahlen 2004 und 2009 halten, wobei die Freiheitlichen 2009 unter der Marke BZÖ antraten. Nachdem sich die Freiheitlichen als FPK wieder vom BZÖ abgespalten hatten, verloren sie im Zuge verschiedener Korruptionsaffären bei der Landtagswahl 2009 rund 58 % ihres Stimmenanteils und fielen auf 19,7 % zurück. Dennoch kam die FPK im Wahlkreis 2 auf den zweiten Platz. 
Die Österreichische Volkspartei (ÖVP), die 1984 mit 28,1 % und drei Grundmandaten noch den zweiten Rang belegte, fiel bereits 1989 hinter die Freiheitlichen zurück und erreichte zwischen 1989 und 1999 mit 20 bis 24 % Stimmenanteil jeweils zwei Grundmandate. Bei der Landtagswahl 2004 halbierte sich das Ergebnis der ÖVP beinahe auf 12,6 %. Nach dem historisch schlechtesten Ergebnis konnte sich die ÖVP bei den Landtagswahlen 2009 und 2013 mit 16,7 % bzw. 14,1 % nur geringfügig erholen und belegte jeweils den dritten Rang.
Die Grünen Kärnten scheiterten bis 2004 mit verschiedenen Wahlbündnissen mehrfach an der hohen Grundmandatshürde, die für einen Einzug in den Landtag notwendig war. Erst bei der Landtagswahl 2004 konnten die Grünen im Wahlkreis 1 ein Grundmandat erringen, im Landtagswahlkreis 2 verfehlten sie mit 4,8 % hingegen das Grundmandat klar. Nach leichten Verlusten im Jahr 2009 sank das Ergebnis der Grünen auf rund 4,0 %, im Jahr 2013 konnten die Grünen ihr Ergebnis auf 8,9 % verdoppeln. Der Gewinn eines Grundmandates blieb den Grünen dennoch verwehrt. Zudem fielen die Grünen bei der Landtagswahl 2013 im Wahlkreis 2 hinter das Team Stronach (TS) zurück, das beim erstmaligen Antreten 10,6 % bzw. ein Grundmandat erzielte. Auch das Bündnis Zukunft Österreich (BZÖ) schaffte 2013 den Einzug in den Landtag, wobei dem BZÖ mit 7,7 %% hier das beste Ergebnis der vier Wahlkreise gelang. Dennoch konnte das BZÖ kein Grundmandat erreichen.

## Wahlergebnisse
| Landtagswahlen im Wahlkreis 2 | Landtagswahlen im Wahlkreis 2 | Landtagswahlen im Wahlkreis 2 | Landtagswahlen im Wahlkreis 2 | Landtagswahlen im Wahlkreis 2 | Landtagswahlen im Wahlkreis 2 | Landtagswahlen im Wahlkreis 2 | Landtagswahlen im Wahlkreis 2 | Landtagswahlen im Wahlkreis 2 | Landtagswahlen im Wahlkreis 2 |
| ----------------------------- | ----------------------------- | ----------------------------- | ----------------------------- | ----------------------------- | ----------------------------- | ----------------------------- | ----------------------------- | ----------------------------- | ----------------------------- |
| Wahltermin                    | GM                            |                               | SPÖ                           | ÖVP                           | FPÖ/BZÖ/FPK                   | GRÜNE                         | TK                            | Sonstige                      |                               |
| 30. September 1984            |                               | Stimmenanteile (%)            | 53,00                         | 28,11                         | 15,09                         | 0,74                          | -                             | 3,07                          |                               |
| 30. September 1984            | 11                            | Grundmandate                  | 6                             | 3                             | 1                             | 0                             | -                             | 0                             |                               |
| 12. März 1989                 |                               | Stimmenanteile (%)            | 47,32                         | 21,57                         | 27,61                         | 2,04                          | -                             | 1,47                          |                               |
| 12. März 1989                 | 11                            | Grundmandate                  | 5                             | 2                             | 3                             | 0                             | -                             | 0                             |                               |
| 13. März 1994                 |                               | Stimmenanteile (%)            | 39,30                         | 23,74                         | 31,82                         | 1,40                          | -                             | 3,74                          |                               |
| 13. März 1994                 | 11                            | Grundmandate                  | 4                             | 2                             | 3                             | 0                             | -                             | 0                             |                               |
| 7. März 1999                  |                               | Stimmenanteile (%)            | 34,30                         | 20,32                         | 41,30                         | -                             | -                             | 4,08                          |                               |
| 7. März 1999                  | 11                            | Grundmandate                  | 4                             | 2                             | 4                             | -                             | -                             | 0                             |                               |
| 7. März 2004                  |                               | Stimmenanteile (%)            | 39,39                         | 12,59                         | 42,63                         | 4,83                          | -                             | 0,55                          |                               |
| 7. März 2004                  | 10                            | Grundmandate                  | 3                             | 1                             | 4                             | 0                             | -                             | 0                             |                               |
| 1. März 2009                  |                               | Stimmenanteile (%)            | 28,48                         | 16,68                         | 47,03                         | 3,96                          | -                             | 3,84                          |                               |
| 1. März 2009                  | 10                            | Grundmandate                  | 2                             | 1                             | 4                             | 0                             | -                             | 0                             |                               |
| 3. März 2013                  |                               | Stimmenanteile (%)            | 37,21                         | 14,08                         | 19,74                         | 8,91                          | 10,64                         | 9,42                          |                               |
| 3. März 2013                  | 10                            | Grundmandate                  | 3                             | 1                             | 1                             | 0                             | 1                             | 0                             |                               |
| 4. März 2018                  |                               | Stimmenanteile (%)            | 46,43                         | 16,95                         | 25,75                         | 2,17                          | 4,83                          | 3,47                          |                               |
| 4. März 2018                  | 10                            | Grundmandate                  | 4                             | 1                             | 2                             | 0                             | 0                             | 0                             |                               |
| 5. März 2023                  |                               | Stimmenanteile (%)            | 38,78                         | 19,86                         | 25,11                         | 2,92                          | 8,98                          | 4,34                          |                               |
| 5. März 2023                  | 10                            | Grundmandate                  | 3                             | 1                             | 2                             | 0                             | 0                             | 0                             |                               |